# トマス (第2代ランカスター伯)
第2代ランカスター伯爵トマス（英語: Thomas, 2nd Earl of Lancaster、1278年頃 - 1322年3月22日）は、イングランドの貴族。
イングランド王ヘンリー3世の次男初代ランカスター伯エドマンドの長男。従弟にあたる国王エドワード2世の寵臣政治に反抗し、1314年のバノックバーンの戦い後に権威を落としたエドワード2世を抑え込んで一時実権を掌握したが、国王やその寵臣ディスペンサー父子と対立を深め、1322年のバラブリッジの戦いで国王軍に敗れて処刑された。

## 経歴

### 生い立ち
1277年から1280年頃、イングランド王ヘンリー3世の次男である初代ランカスター伯・初代レスター伯エドマンドとその妻ブランシュ（フランス王ルイ9世の弟アルトワ伯ロベール1世の娘）の間の長男として生まれる。
1294年には第3代リンカーン伯爵トマス・ド・レイシーの娘アリス・ド・レイシー(第4代リンカーン女伯爵)と結婚した。
1296年に死去した父から莫大な所領を継承し、イングランド有数の貴族となった。1298年9月8日には正式に第2代ランカスター伯爵位と第2代レスター伯爵位を継承した。

### 反国王派諸侯のリーダーとして
1307年に従弟にあたるエドワード2世が即位したが、新国王は寵臣ピアーズ・ギャヴィストンを中心とする寵臣政治を行い、諸侯と対立を深めた。ランカスター伯も反国王派諸侯の一人となった。1310年には改革勅令起草委員会(Lords Ordainers)のメンバーとなり、国王に政治改革とキャヴィストン追放を迫った。
1311年に諸侯の最長老的存在だった岳父リンカン伯が死去した後は、ランカスター伯が反国王派諸侯のリーダー格となった。彼は妻の権利としてリンカン伯の称号と所領を継承してイングランド最大の貴族となっており、また国王の従兄にあたるという出自の良さから自然と指導者に担がれた。
国外追放されたギャヴィストンはひそかにイングランドに帰国し、1312年には国王と合流して追放取り消しを受けた。これに激怒した諸侯はウィンザーへ向けて進軍し、国王とギャヴィストンはスカーバラ城で3週間籠城するも結局降伏した。ギャヴィストンは再び国外追放されることになり、その身柄は第2代ペンブルック伯エイマー・ド・ヴァランスに引き渡されたが、その移送の途中にギャヴィストン助命に反対していた第10代ウォリック伯ガイ・ド・ビーチャムがギャヴィストンの身柄を強奪し、自らのウィリック城へ連行した。そしてランカスター伯や第9代アランデル伯エドムンド・フィッツアランらの立ち合いにもとにギャヴィストンを私刑の斬首に処した。この件にエドワード2世は憤慨し、またランカスター伯らとペンブルック伯の関係にも亀裂が入り、諸侯の連携が崩れた。内乱の空気さえ漂ったが、皇太子エドワード出産の慶事があったため、危機は回避された。
その後、王と諸侯の和解が進められたが、ランカスター伯は反国王の立場を鮮明にし続け、諸侯の中でも次第に孤立した。彼は諸侯のリーダーというだけでなく、宮廷派と対立する地方領主を多く傘下に置いており、彼らの利害の代弁者でもあったので国王との妥協はできなかった。

### 国政掌握
1314年夏にはスコットランドにおけるイングランドの拠点スターリングが包囲されたのを受けて、エドワード2世自ら援軍を率いてスコットランドへ出征したが、バノックバーンの戦いでスコットランド軍に惨敗した。これはエドワード2世の権威を一層低下させた。この戦いにはペンブルック伯が従軍していたが、彼との不仲からランカスター伯は参加しなかった。そのため政府の指導権はランカスター伯が握るところとなった。
ランカスター伯の政策は先の改革勅令の遵守と遂行を基本としたが、積極的な国政主導は行わなかったので国王や他の諸侯との疎隔が進んだ。妻のアリスが第7代サリー伯ジョン・ド・ワーレンの元に走って彼と対立を深めたのを機にランカスター伯の孤立は深まった。
1316年の議会で国王から公式に評議会首席の地位を与えられたが、次第にペンブルック伯ら「中間派」に実権を浸食されていくようになった。「中間派」の台頭で国王も権力を回復させはじめ、その寵臣ディスペンサー父子が宮廷内で台頭した。ランカスター伯も1320年以降にはディスペンサー父子との対決に重点を移すようになった。
1321年に国王にディスペンサー父子追放を認めさせたが、国王はその翌年にもディスペンサー父子を呼び戻した。これに激怒したランカスター伯は国王・ディスペンサー父子との徹底対決を決意した。

### バラブリッジの戦いの敗北と処刑
1321年夏から冬にかけて反ディスペンサー、反宮廷勢力の糾合を行い、国王にディスペンサー追放を求める最後通牒を送り、北部の王権の拠点に先制攻撃をかけたが、国王軍の反撃にあい、1322年3月16日のバラブリッジの戦いで国王軍に敗北した。ランカスター伯自身も地元の民兵部隊の捕虜となり、その翌日にはペンブルック伯ら7名の面前に引き出され、その場で処刑された。
爵位と所領も没収されたが、エドワード3世即位後の1329年には弟ヘンリーに継承が認められている。

## 人物・評価
トマスの国王エドワード2世に対する尊大な行動は、血筋の良い自分がギャヴィストンやディスペンサーなどの成り上がりの国王寵臣達より軽んじられたことへの不満から説明できる。
しかしそれとは別に、彼が起草に携わった改革勅令には民衆の強い支持を受けた条項もあり、この改革勅令を一貫して王宮に要求したため、存命中のトマスには熱心な支持者がいたし、死後も民衆から殉教者として神格化された。